# Corner (ruta)

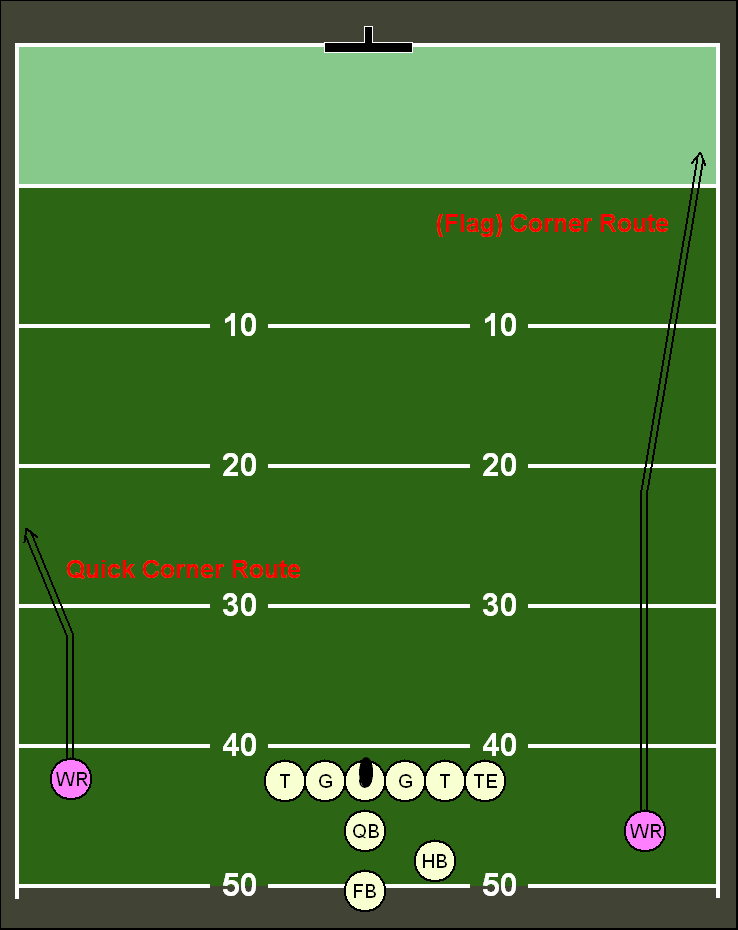
Una ruta corner (o de bandera).

Una ruta corner es un patrón seguido por un receptor en el fútbol americano, donde el receptor corre dentro del campo contrario y gira en ángulo de aproximadamente 45°, alejándose del quarterback hacia la línea de banda. Usualmente, el pase es utilizado cuando un defensive back está jugando alineado con el hombro interno del receptor, creando un enfrentamiento "uno a uno". La ruta corner tiene menos probabilidades de intercepción comparada con la ruta slant, porque el balón se lanza lejos de la parte media del campo de juego. Esta ruta es usada frecuentemente en el esquema ofensivo West Coast, donde la clave son los pases rápidos y certeros. También puede ser usada cerca de la línea de gol en lo que se conoce como "fade". El quarterback solo "bombeará" el balón sobre un jugador defensivo derribado para que sea atrapado por un wide receiver en una de las esquinas posteriores de la zona de anotación.